# بادپر بیاک
بادپر بیاک (نام علمی: Petaurus biacensis) نام یک گونه از سرده بادپرکیسه‌دارها است.